# Taylor Rain

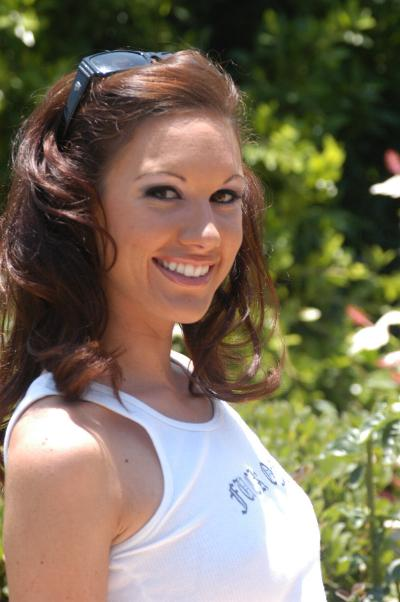
Taylor Rain (2005)

Taylor Rain (* 16. August 1981 in Long Beach, Kalifornien, USA als Nicole Marie Sabene) ist eine ehemalige US-amerikanische Pornodarstellerin.

## Leben und Karriere
Laut eigener Aussage wollte Taylor Rain eigentlich Flugbegleiterin werden, entschied sich aber nach den Anschlägen auf das World Trade Center für eine Karriere als Pornodarstellerin. Innerhalb von drei Jahren spielte sie in über 200 Pornofilmen mit. Ihre erste Rolle hatte sie in Pop Goes the Cherry unter dem Pseudonym Nikki Star.
Am 10. Januar 2004 heiratete sie den Hustler-Kolumnisten Scott Fayner (Pseudonym: Luke Ford), die Ehe wurde aber kurz darauf geschieden. Im Jahr 2005 versteigerte Taylor Rain beim Onlineauktionshaus eBay für 3.900 US-Dollar einen Tag am Set mit ihr. Bei einem Schönheitswettbewerb der Howard Stern Radio Show im März 2005 belegte sie den ersten Platz und stach ihre Konkurrentinnen Kami Andrews, Railee, Renee Pornero und Aurora Snow aus. 
Im Dezember 2005 gab Taylor Rain bekannt, dass sie nicht mehr in Pornofilmen mitspielen werde, sondern sich ab sofort mehr auf ihre Tätigkeit als Regisseurin und auf ihre kostenpflichtige Internetseite konzentrieren wolle. Außerdem gab sie bekannt, eine Familie gründen zu wollen.
Anfang 2007 verbüßte sie eine 20-tägige Gefängnisstrafe wegen Marihuana-Besitzes und Fahrens unter Marihuana-Einfluss.

## Filmografie (Auswahl)
Als Darstellerin:
- Whorecraft Episode 3 – The Awakening
- Suck It Dry 1
- College Invasion 1
- Big Mouthfuls 7
- Jack’s Playground 16
- Groupie Love
- Service Animals 13
- Flesh Hunter 5
- Teen Handjobs
- Just Over 18

Als Regisseurin:
- Spunk in the Trunk
- Taylor Rain’s Assylum
- Taylor Rain’s In the Pink

## Auszeichnungen
- 2003: FOXE Award in der Kategorie Vixen of the Year
- 2004: XRCO Award in der Kategorie Best Group Scene für Flesh Hunter 5
- 2006: F.A.M.E. Award in der Kategorie Favorite Anal Starlet